# Arvydas Mockus
Arvydas Mockus (* 5. Februar 1960 in Jurbarkas) ist ein litauischer  Politiker, Mitglied des Seimas.

## Leben
Er absolvierte die Schule für junge Physiker „Fotonas“ und die Schule für junge Mathematiker. Nach dem Abitur mit Auszeichnung 1978 an der 4. Mittelschule Tauragė absolvierte er 1983 das Diplomstudium der Mechanik mit Auszeichnung im Kauno A. Sniečkaus politechnikos institutas. Ab 1983 arbeitete er in Šiauliai, von 1984 bis 1989 bei Komsomol-Komitee, 1989 bei Sąjūdis. Er gründete Šiaulių televizija und arbeitete bei UAB „Arvirida“ als Direktor.
Von 2007 bis 2012 war er Mitglied im Rat der Stadtgemeinde Šiauliai. Seit 2012 ist er Mitglied im Seimas.
Seit 2004 ist er Mitglied der Lietuvos socialdemokratų partija.
Er hat die Kinder Daumantas und Dovaldė.